# Стратев, Зоран
Зоран Стратев (макед. Зоран Стратев; 16 июля 1960 года, Скопье, Югославия) — югославский и северомакедонский футболист и тренер.

## Биография
В качестве футболиста выступал за различные македонские команды в первенстве союзной Югославии. Став тренером, Стратев долгое время возглавлял команду «Македония Гёрче Петров». В 2003 году привел «Цементарницу» к победе в Кубке Македонии. В сезоне 2003/2004 Стратев тренировал один из самых известных клубов страны «Вардар». Именно под руководством тренера достойно выступила в отборочном раунде Лиги чемпионов. В рамках второго раунда «Вардар» по сумме двух матчей сенсационно прошел московским ЦСКА (2:1 — в гостях, 1:1 — дома).
В последующие годы специалист возвращался в «Македонию ГП», «Цементарницу» и «Вардар», но новые попытки оказались менее успешными. В 2013 году Зоран Стратев исполнял обязанности наставника сборной Республики Македония. Всего у руля национальной команды он продержался две недели и за это время она успела крупно проиграть Сербии (1:5). В настоящий момент (на 2016 год) Стратев продолжает трудиться в федерации футбола Северной Македонии.

## Достижения
- Обладатель Кубка Македонии: 2002/03
- Финалист Кубка Македонии: 2001/02